# HVV Den Haag
HVV Den Haag. teljes nevén: Haagse Voetbal Vereniging (magyarul: Hága Labdarúgó Szövetség) amatőr labdarúgócsapat Hollandiában. A csapat a 19. század végén és a 20. század elején élte a fénykorát.

## Kitüntetések
- Holland labdarúgó bajnok : 1891, 1896, 1900, 1901, 1902, 1903, 1905, 1907, 1910, 1914
- Holland labdarúgókupa győztes: 1903, szintén döntős: 1899, 1904, 1910

## Fordítás
- Ez a szócikk részben vagy egészben  a   HVV Den Haag című német Wikipédia-szócikk fordításán alapul.  Az eredeti cikk szerkesztőit annak laptörténete sorolja fel. Ez a jelzés csupán a megfogalmazás eredetét és a szerzői jogokat jelzi, nem szolgál a cikkben szereplő információk forrásmegjelöléseként.